# 海地第二帝國
海地第二帝國，是海地在1849年至1859年的帝國。由當時的總統福斯坦·苏鲁克成立，他在1847年3月2日當選為海地總统，在1849年8月26日迫使參議院通過新憲法，宣布實行帝制，在太子港聖母升天王子大教堂加冕自稱福斯坦一世；儀式是模仿拿破崙和約瑟芬的加冕儀式，但使用的是鍍金的紙皇冠，因為沒有資金製作真正的皇冠，事後才製作真正的皇冠。
為了確認自己的合法性，福斯汀將第一位皇帝讓-雅克·德薩林斯的兒子帶回海地。他恢復了他們“王子”和“公主”的頭銜，併為前皇后瑪麗-克雷爾·邦赫爾提供了養老金。
他統治時期四次發兵多明尼加共和國欲統一全島均遭失败，削弱了他在全國各地的控制。
1859年1月，身为参谋长的塔巴拉公爵热夫拉尔将军发动政变，自任总统。福斯坦一世在1859年1月15日退位，法國使館拒絕援助，一家逃亡牙買加的京斯敦，幾年後獲准回國。1867年8月6日福斯坦在Petit-Goâve去世，葬在Fort Soulouque。